# 鳳来峡インターチェンジ
鳳来峡インターチェンジ（ほうらいきょうインターチェンジ）は、愛知県新城市名号にある三遠南信自動車道（三遠道路）のインターチェンジ（地域振興インターチェンジ）である。当初の計画では、このインターチェンジは建設される予定は無かったが、整備計画見直しにより、地域振興インターチェンジとして計画に追加された経歴がある。
2011年（平成23年）7月、新城市が当ICの名称を「鳳来峡インターチェンジ（ほうらいきょうインターチェンジ）」とする名称案を公表し、同年12月21日には国土交通省中部地方整備局浜松河川国道事務所が正式決定した。

## 歴史
- 2011年（平成23年）12月21日：当ICの名称が「鳳来IC」から「鳳来峡IC」で正式決定。
- 2012年（平成24年）3月4日：鳳来峡IC - 浜松いなさ北IC間開通に伴い、供用開始[2][3][4]。
- 2025年（令和7年）度  : 東栄IC - 鳳来峡IC間開通予定[5][6][注釈 1]。

## 周辺
- 三河川合駅（JR東海・飯田線）
- 鳳来峡
- 宇連ダム（鳳来湖）
- 大島ダム（朝霧湖）
- 愛知県民の森
- うめの湯（2021年11月末日で閉館）
- 湯谷温泉
- 鳳来寺山
  - 鳳来寺
  - 鳳来山東照宮

## 接続する道路
- 直接接続
  - 愛知県道519号七郷一色名号線

- 間接接続
  - 国道151号

## 隣
E69 三遠南信自動車道
東栄IC -（工事中）- 鳳来峡IC - 渋川寺野IC（浜松方面の出入口のみ） - 浜松いなさ北IC（飯田方面の出入口のみ）/浜松いなさ北TB